# Éric Castel (rugby à XIII)
Pas d'image ? Cliquez ici

a Compétitions nationales et continentales officielles uniquement.

b Matchs officiels uniquement.
Éric Castel, né le 15 février 1963, est un joueur de rugby à XIII dans les années 1980 et 1990. Il occupe le poste d'arrière.
Il effectue la majeure partie de sa carrière au club d'Albi à la fin des années 1980 et début 1990. Fort de ses performances en club, il est sélectionné à trois reprises en équipe de France entre 1990 et 1993 affrontant l'Australie à travers la tournée 1990, le pays de Galles et la Grande-Bretagne.
Son frère, Jean-Louis Castel, est également joueur de rugby à XIII et international français.

## Biographie
Il a au cours des années 2010 la responsabilité de l'école du rugby à XIII du club d'Albi.

## Palmarès

### Détails en sélection
| 1. | 27 juin 1990     | Australie       | 2-34  | Tournée    | Arrière    | - | - | - | - |
| 1. | 13 décembre 1992 | Pays de Galles  | 18-19 | Test-match | Remplaçant | - | - | - | - |
| 1. | 7 mars 1993      | Grande-Bretagne | 6-48  | Test-match | Remplaçant | - | - | - | - |